# Eoasthena
Eoasthena is een geslacht van vlinders van de familie spanners (Geometridae), uit de onderfamilie Larentiinae.

## Soorten
- E. catharia Prout, 1934
- E. extranea Prout, 1934
- E. gnophobathra Prout, 1934
- E. quilla Robinson, 1975
- E. rowena Robinson, 1975
- E. sarramea Holloway, 1979
- E. stygna Prout, 1934